# Evangelický hřbitov v Životicích
Evangelický hřbitov v Životicích se nachází v Životicích, které jsou součástí města Havířova.

## Historie
Parcelu pro hřbitov daroval presbyter evangelického sboru v Dolních Bludovících Bernard Toman. Hřbitov byl posvěcen roku 1881. V hřbitovní kapli byl zavěšen zvon odlitý u Petra Hilzera ve Wiener Neustadt. Zvon byl zkonfiskován během první světové války a roku 1919 byl pořízen nový zvon. První pohřeb se uskutečnil 24. listopadu 1881. Roku 1949 byl hřbitov rozšířen. Kaple byla renovována v letech 1969, 1981, 2016–2017, nyní je chráněna jako kulturní památka České republiky. Roku 1970 byl elektrifikován zvon.
Hřbitov je ve vlastnictví farního sboru Slezské církve evangelické augsburského vyznání v Bludovicích, který jej od roku 1995 opět i provozuje.

## Galerie

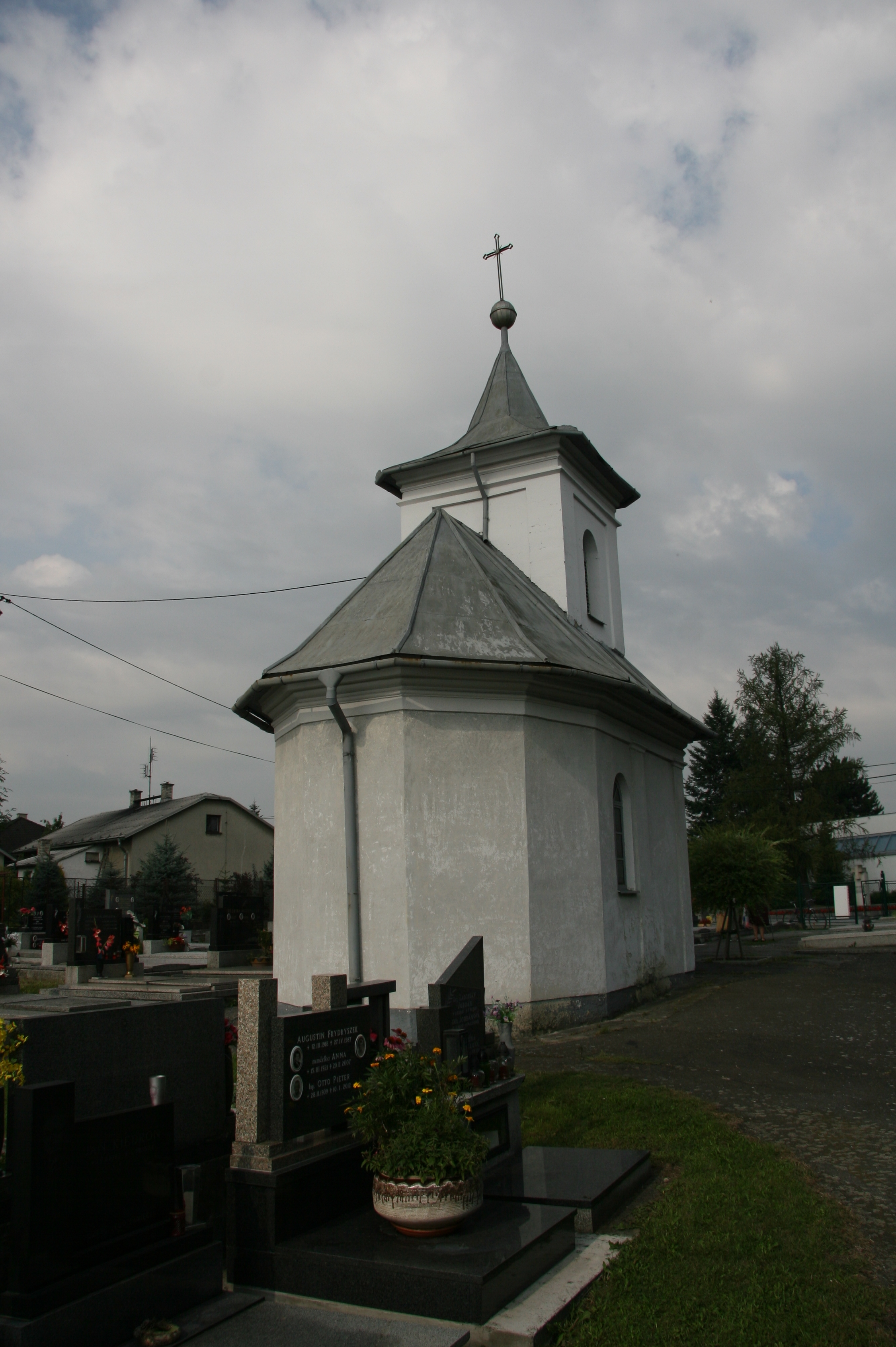
Hřbitovní kaple (pohled od apsidy)
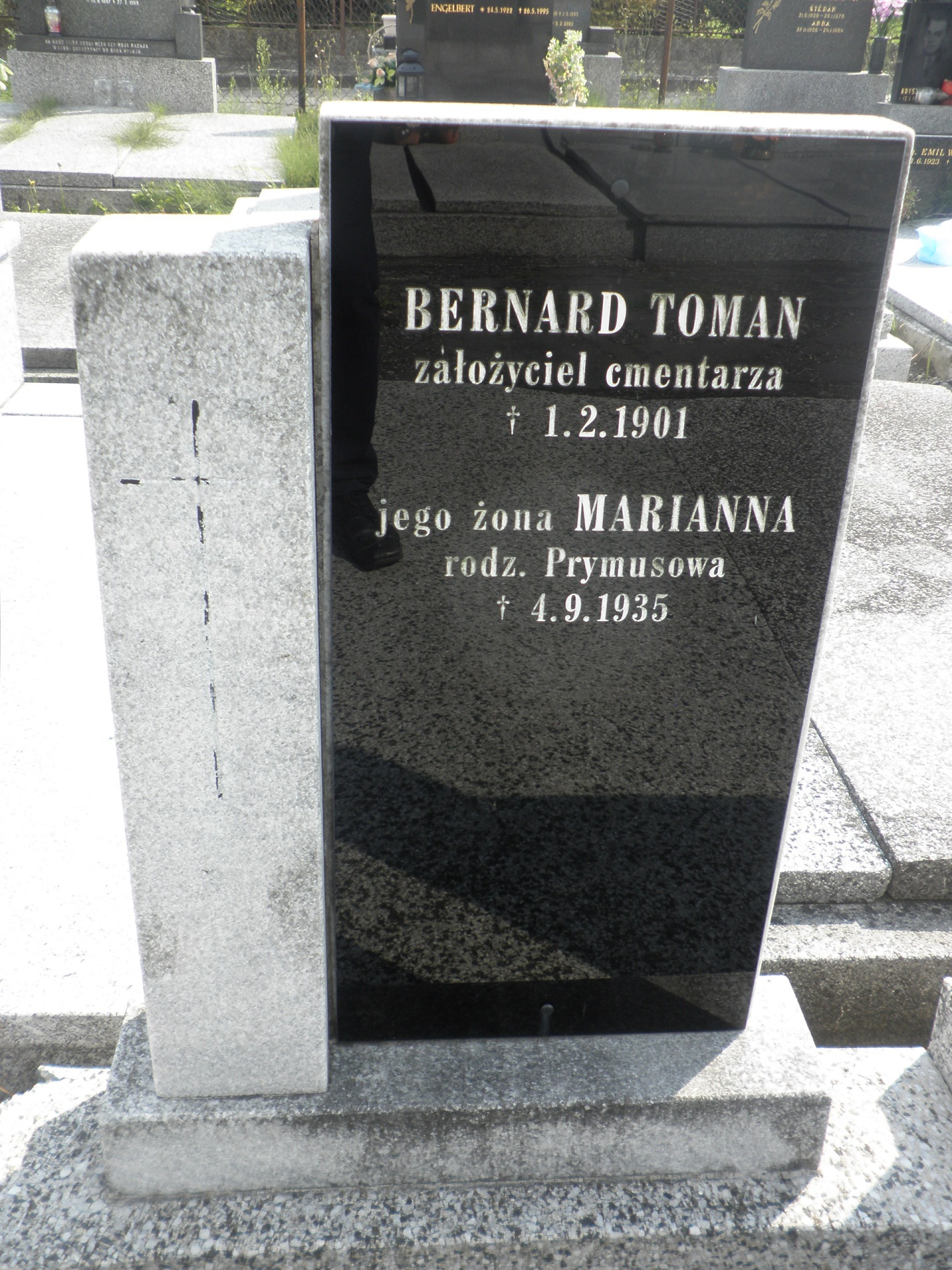
Náhrobek zakladatele hřbitova Bernarda Tomana